# Mauricio Carlos de Onís

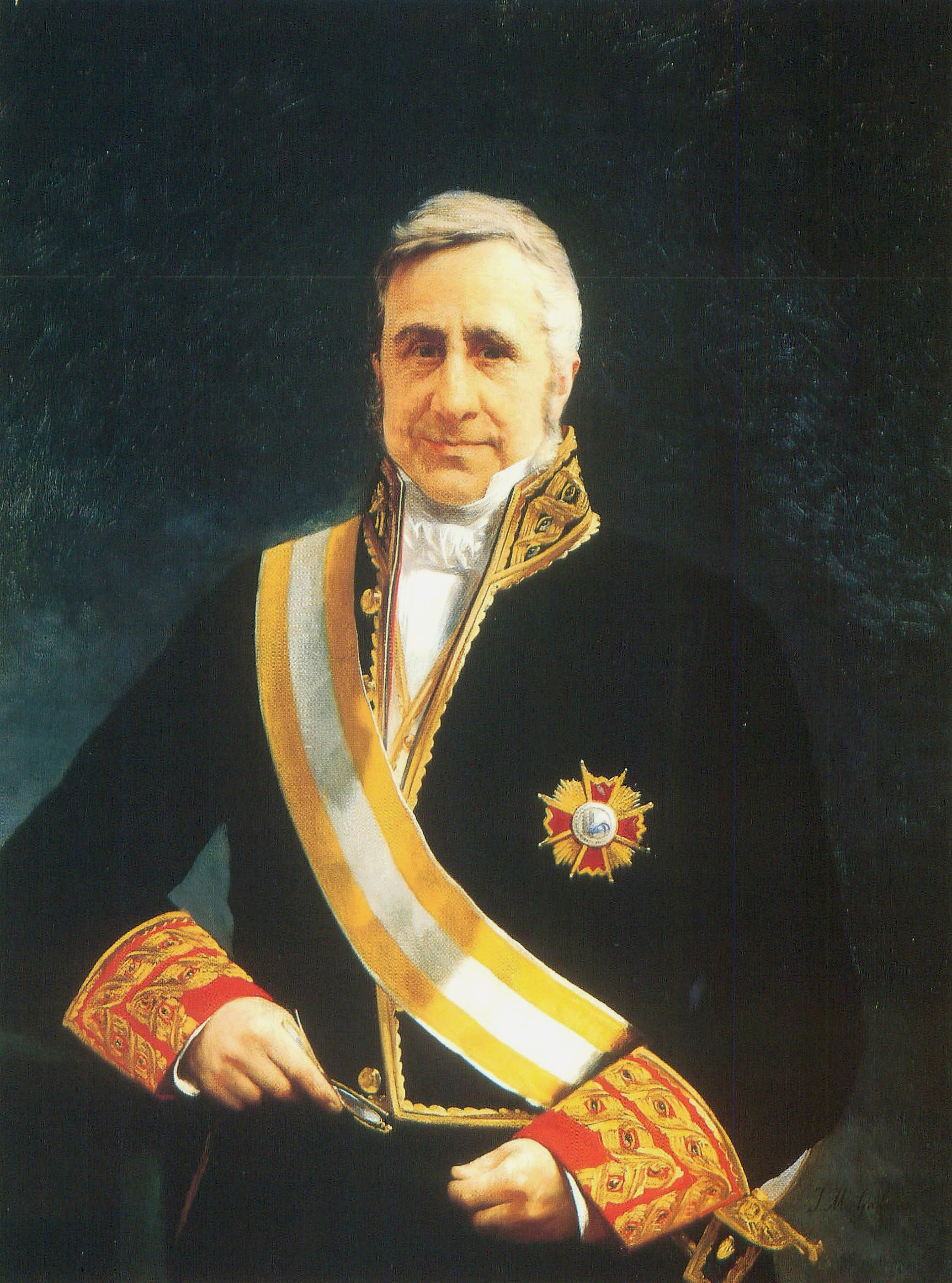
Mauricio Carlos de Onís, por José María Galván.. (Palacio del Senado de España, Madrid).

Mauricio Carlos de Onís y Mercklein  (Dresde, 17 de septiembre de 1790 - Madrid, 24 de noviembre de 1861) fue un diplomático y político español.  

## Biografía
Diplomático como su padre (Luis de Onís quien, en 1819, firmó con Estados Unidos el Tratado Adams-Onís), esa fue la razón de su nacimiento en el Ducado de Sajonia). Su madre era la alemana Federica Von Mercklein. Inició su carrera como agregado de la embajada española en Londres, ocupando después en 1809, la secretaría de la embajada de Berlín interviniendo en el Tratado de Paz con Francia tras el derrocamiento de Bonaparte. 
En 1816 casa con su prima Carolina de Onís y es asignado a la Primera Secretaría de Despacho de Estado. A partir de 1833 comienza su vida política afiliándose al Partido progresista. Senador por Salamanca poco después, es nombrado Senador vitalicio. En 1839 se le asignó la cartera de  Estado. En 1843 fue elegido presidente del Senado de España y como tal tomó el juramento de la coronación de Isabel II, de cuyo marido era tutor legal.